# 대통령 권한대행
대통령 권한대행은 대통령이 궐위되거나 사고로 인하여 직무를 수행할 수 없을 때에 그 임무를 대행해서 수행하는 사람을 말한다.

## 대한민국
대통령이 궐위되거나 사고로 인하여 직무를 수행할 수 없을 때는 
| 순위 | 직함                     | 현임자 |
| ---- | ------------------------ | ------ |
| 1    | 국무총리                 | 김민석 |
| 2    | 부총리 겸 기획재정부장관 | 구윤철 |
| 3    | 부총리 겸 교육부장관     | 공석   |
| 4    | 과학기술정보통신부장관   | 배경훈 |
| 5    | 외교부장관               | 조현   |
| 6    | 통일부장관               | 김영호 |
| 7    | 법무부장관               | 정성호 |
| 8    | 국방부장관               | 공석   |
| 9    | 행정안전부장관           | 윤호중 |
| 10   | 국가보훈부장관           | 강정애 |
| 11   | 문화체육관광부장관       | 유인촌 |
| 12   | 농림축산식품부장관       | 송미령 |
| 13   | 산업통상자원부장관       | 김정관 |
| 14   | 보건복지부장관           | 조규홍 |
| 15   | 환경부장관               | 김완섭 |
| 16   | 고용노동부장관           | 공석   |
| 17   | 여성가족부장관           | 공석   |
| 18   | 국토교통부장관           | 박상우 |
| 19   | 해양수산부장관           | 강도형 |
| 20   | 중소벤처기업부장관       | 오영주 |

순서로 대행한다,
1987년 개헌 이후 지금까지 실제 사례로는 노무현 대통령 탄핵사건 당시 고건 국무총리와 박근혜 대통령 탄핵사건 당시 황교안 국무총리와 윤석열 대통형 탄핵사건 시 한덕수 국무총리와 최상목 기획재정부장관 겸 경제부총리가 있다.

## 미국
미국 수정 헌법 제25조에 의해 대통령이 궐위되는 경우에는 부통령이 승계하여 정식 대통령이 되고, 대통령이 사고로 인하여 직무를 수행할 수 없을 때는 부통령이 권한을 대행한다.

## 같이 보기
- 임시정부